# Стентор
Стентор (на гръцки: Στεντωρ) в древногръцката митология е глашатай на гърците по време на Троянската война. Името му идва от „stentorian“, което означава силно-гласовит, с което бил известен. За него Омир казва „гласът му беше силен като гласа на петдесет други мъже.“ Стенор умира след загубата от Хермес в състезание по надвикване.